# 401
401 (CDI) je bilo navadno leto, ki se je po julijanskem koledarju začelo na torek.

## Dogodki
- 1. januar

## Rojstva
- Leon I. Tračan, cesar Vzhodnega rimskega cesarstva († 474)